# Časovna krožnica
Časovna krožnica ali deklinacijski krog je veliki krog na nebesni krogli, ki poteka preko nebesnega telesa ter skozi severni in južni nebesni pol. To je nebesni poldnevnik za nebesno telo.
Vse točke na eni časovni krožnici imajo isto rektascenzijo.